# Vinalopó Mitjà
Il Vinalopó Mitjà (in castigliano: Vinalopó Medio) è una delle 34 comarche della Comunità Valenciana, con una popolazione di 165 294 abitanti in maggioranza di lingua valenciana; suo capoluogo è Petrer.
Amministrativamente fa parte della provincia di Alicante, che comprende 9 comarche.